# 台視影集
《台視影集》是台灣電視公司（台視）的西洋電視影集時段，始自《天龍特攻隊》於1984年（民國73年）10月27日（週六）20:00～21:00在台視頻道播出後，開始固定成為台視頻道的西洋電視影集時段，逐而成為當時每週六晚間台灣民眾最主要的娛樂，並掀起一波「美國影集熱」。

1991年啟用的《台視影集》第二代開場動畫末尾，背景圖案是一顆鑽石（第一代背景圖案是星系）

台視在1990年4月28日啟用企業識別系統之後，於每次播出《台視影集》之前，加入了台視自製的3D電腦動畫作為開場，由台視導播陳振中為開場動畫唸口白「台視影集，有口皆碑」，搭配〈台視之聲〉結尾旋律作為開場動畫背景音樂，更是讓人深刻難忘。
本時段最後於1993年（民國82年）3月13日結束長達9年的不動地位。隔兩週後，由張菲與費玉清主持的大型綜藝節目《龍兄虎弟》接棒，其餘影集則分散至各個其他時間播出。

## 播映影集

### 主要時段（週六晚間08:00～10:00）
- 1984年

- 天龍特攻隊（The A-Team；1984年10月27日～1985年5月18日）

- 1985年

- 勝利大決戰（V；1985年6月8日～1985年8月24日）

數年後台視曾在深夜時段，以原音版本重播。
- 飛狼（Airwolf；1985年1月1日～1988年1月23日）

原為深夜時段的原音播出影集，後調動時段並改配國語。
- 1986年

- 百戰天龍（MacGyver；1986年5月3日～1989年12月30日）
- 超人特攻隊（Misfits of science；1986年8月16日～1986年12月6日）
- 邁阿密天龍（Miami Vice；1986年10月18日～1992年3月18日）

《邁阿密風雲》影集（第一季原為深夜時段以原音播出）的第二季。
- 1987年

- 天龍小奇兵（The Wizard；1987年3月28日～1987年8月1日）
- 星際爭霸戰（Star Trek；1987年9月12日～1988年1月23日）
- 家有阿福（Alf；1987年10月17日～1989年10月7日）

- 1988年

- 飛龍特攻隊（Captain Power and the Soldiers of the Future；1988年2月20日～1988年7月16日）
- 電幻天龍（Automan；1988年6月18日～1988年9月10日）
- 大榔頭（Sledge Hammer；1988年7月23日～1989年4月22日）
- 我的這一班（Head Of The Class；1988年11月26日～1989年4月22日）

- 1989年

- 幼虎遊龍（My Secret Identity；1989年4月29日～1989年10月7日）
- 千面飛龍（Manimal；1989年10月14日～1989年12月9日）
- 太空金銀島（Der Schatz im All (Treasure Island in Outer Space)；1989年12月16日～1989年12月30日）

- 1990年

- 新虎膽妙算（Mission: Impossible；1990年9月29日～1991年5月11日、1996年7月4日～1997年3月20日，每週四晚22:00～23:00，原音播出）
- 外星遊龍（Hard Time On Planet Earth；1990年10月6日）

- 1992年

- 百勝天龍（Young Indiana Jones Chronicles）

本影集後來重拍成電視電影，由華視播出。
- 銀河飛龍（Star Trek: The Next Generation）

著名科幻影集《星際爭霸戰》的續篇。共七季，台視於1992年4月4日起播出一、二季，並在1995年11月26日起播出第三季。後來改到週六下午播出，並於第三季結束後停播。
- 虎膽妙算（Mission: Impossible）

台視過去曾於1960年代以《赴湯蹈火》譯名播出第一季，1970年代播出第二季之後的內容時，才改名為《虎膽妙算》。當時僅單純採用音譯方式來稱呼角色；此次重播乃肇於續作角色中譯名稱的形塑成功，而讓主要人物『逆向』延用相對的稱號。
- 1993年

- 異形終結者（War of the worlds；1993年2月7日～1993年6月13日）

1953年電影《地球爭霸戰》之續集。
- 轟雷龍虎鳳（Counterstrike；1993年3月20日～1996年10月16日）
- 忍者一條龍（Raven；1993年10月16日～1996年8月8日）

- 1996年

- 天才保姆（The Nanny；1996年8月10日～9月28日，每週六晚21:40～22:10，原音播出）

### 深夜時段（周一至周五晚間11:30～00:30）
- 邁阿密風雲（Miami Vice）
- 英雄本色（Wiseguy）
- 十三號星期五（Friday the 13th: The Series）
- 警網急先鋒（1990年11月26日～1991年1月21日）
- 雙峰（Twin Peaks）
- 歡樂酒店（Cheers）

本片曾一度改配國語播出，但後來反應不佳改回原音播映。
- 蕾絲（Lace（英语：Lace (miniseries)））
- 美國狼人（Werewolf（英语：Werewolf (TV series)））
- 吉星高照
- 雪山三雄
- 捍衛戰艦(Supercarrier)

### 台視午夜場（1988年～1996年周六00:00～02:00）
此時段開播時主要以播映迷你影集為主，首檔播出影集為《天使之怒》。
- 天使之怒（Rage of Angels，1988年7月9日～7月16日）
- 克麗奧小姐（1988年7月23日～8月6日）
- 天使之怒續集（Rage of Angels: The Story Continues）
- 高貴之家（Noble House（英语：Noble House (miniseries)））
- 沙漠之獅
- 血濺蘭花（Blood & Orchids）
- 奧圖曼情史（Harem）
- 早霜（An Early Frost）
- 商場雙雄（Kane & Abel）
- 艾曼世家（Hold the Dream）
- 如果有明天（If Tomorrow Comes（英语：If Tomorrow Comes (miniseries)））
- 鑽石鑽石（Master of the Game（英语：Master of the Game (novel)））
- 可憐富家女
- 無情荒漠有情天
- 真假公主
- 諸神的風車（Windmills of the Gods（英语：Windmills of the Gods (miniseries)））
- 大都會的迷惘（I'll Take Manhattan）
- 蒙地卡羅（Monte Carlo）
- 斐隆夫人
- 龐貝城最後一日（The Last Days of Pompeii，1989年6月10日～6月24日）
- 牧場風雲
- 彼得大帝（Peter The Great）
- 迴旋夢裡的男人（Mistral's Daughter）
- 大西部
- 賈桂琳傳奇（Jacqueline Bouvier Kennedy）
- 歐納西斯傳
- 酒國春秋（Champagne Charlie）
- 基度山恩仇記
- 豪門玫瑰
- 悲傷的葡萄
- 秘密花園（英语：The Secret Garden (1987 film)）
- 撒哈拉寶藏
- 心囚
- 無名恨（The Bourne Identity，1990年3月10日～3月17日）
- 新雙城記
- 電影海
- 鷹翼舞雄風
- 朱門公子英雄淚
- 紳士與玩家
- 劇場魅影（The Phantom of the Opera）
- 諜戰香蹤
- 情到深處無怨尤
- 不凋的玫瑰
- 一世情緣
- 英雄有淚
- 情怨深深
- 紅伶淚
- 叱吒風雲一豪門（The Kenndys Of Massachusetts）
- 失足恨
- 峰迴路轉
- 遙遠的戰篷（The Far Pavilions）
- 一世英豪
- 黛西公主（Princess Daisy）
- 刺鳥（The Thorn Birds，1991年2月23日～3月23日）
- 夜影殺機
- 法蘭西絲
- 海明威生死戀
- 清秀佳人（Anne of Green Gables，1991年5月18日～6月8日）
- 情網情網
- 誰為我伴
- 孤雛血淚
- 倫敦世紀懸案
- 情恨
- 艾森豪別傳
- 回首夢已遠（Judith Krantz's Till We Meet Again）
- 含淚的蓓蕾
- 沙達特傳奇（Sadat）
- 何處是歸程（Which Way Home）
- 澳洲驚魂夜
- 埃及豔后
- 諜追諜
- 深情款款
- 停不了的愛
- 戰爭與和平
- 隔離而平等
- 凱瑟琳女皇
- 紙醉金迷
- 戰火情緣
- 琴韻悠揚
- 柴里尼狂熱的一生
- 真善美
- 群雄競技
- 法國大革命
- 芳草萋萋
- 壯志凌雲
- 深閨情挑
- 秋水共長天
- 四海豪情
- 海上驚魂
- 梵宮傳奇
- 雙妃怨
- 圓舞曲之王史特勞斯
- 大漠烽火情
- 愛到深處無怨尤
- 秋水共長天續集
- 春夢了無痕－黛安娜
- 歷盡滄桑一豪門
- 回首來時路
- 枕邊驚夢
- 靈異魔咒（It）
- 無情海島有情天
- 異形大驚魂
- 鬼屋魅影
- 多少柔情多少淚1
- 多少柔情多少淚2
- 氣壯山河
- 血染的青春
- 緝毒大行動
- 永不說再見（Great Expectations）
- 石破天驚
- 海角天涯
- 清秀小佳人（Road to Avonlea）
- 燃燒的海岸（英语：The Burning Shore）
- 亂世狂燄
- 福爾摩斯探案－飛瀑
- 午夜狂奔
- 終極大反擊
- 法外情仇
- 名流秘辛
- 歸鄉情斷
- 福爾摩斯探案－危機
- 親情夢斷
- 天涯夢、一世情
- 柏林佳人
- 毒梟大追擊
- 拯救世紀劫
- 碧血黃沙亂世情
- 終極天牢
- 郎心似蛇蠍
- 海蒂小天使（Heidi，1995年2月4日～2月11日）
- 烈火新娘
- 根續集（Alex Haley's Queen）
- 稚子天倫夢
- 青春輓歌
- 我依然戀你如昔
- 追夢天涯
- 還我樂土
- 衝鋒遊俠
- 未來戰將
- 戲遊人間
- 致命情謀
- 我無罪
- 照亮我生命
- 荒野豪情
- 命運枷鎖
- 唐吉訶德
- 追擊密令
- 天堂來的小子
- 幽靈船
- 夜夜買醉的男人
- 謎蹤三十年
- 迷霧森林十八年（電影）
- 暗夜哭聲（電影）
- 陰陽界生死戀
- 兩男一女三逃犯

- 外籍兵團
- 中途島
- 戰王
- 再死一次
- 阿呆與阿瓜

### 其它時段
- 糊塗情報員（Get Smart；1989年10月1日至1990年3月25日每週日14:20~14:50，1990年10月13日至1991年1月5日每週六15:30~16:00，1996年2月25日至1996年4月14日每週日17:10~17:40）
- 原野飆龍（The Young Riders；1991年11月30日至1992年10月10日每週六18:00~19:00，1995年11月22日至1996年5月1日每週三00:10~00:40重播）
- 寶劍遊龍（Zorro；1991年5月25,26日19:30~20:00、1991年10月27日至1993年11月27日每週六16:30~17:00）

《蒙面俠蘇洛》的1990年版電視影集，共3季。
- 雷霆天龍（Super Boy；1990年2月9日～1994年10月22日）

《超人》的少年版電視影集，每週六下午播出，共四季。
- 龍虎少年隊（21 Jump Street）
- 金剛戰士（Mighty Morphin Power Rangers；1994年5月28日）

- 新金剛戰士(Power Rangers Zeo；1998年7月19日～2001年5月26日）

台視最初於每週六下午2:40播出，過沒多久便移至晚間6:30時段，本作在熱潮到達巔峰之際時，台灣國內片曾引進改編TV第二季至第三季之間的劇情的金剛戰士(電影版)（Mighty Morphin Power Rangers:The Movie），全部只播到第二作"Zeo"結束。而後於1998年4月4日仍有在台上映，連接第二作到第三作"Turbo"間的電影《鐵弋戰警（Turbo:A Power Rangers Movie）》，之後台灣就再也沒有引進相關系列的影片，但美國目前仍還有新進度。
- 霹靂飛車（Viper；1995年1月28日至1995年4月22日每週六18:00~19:00，1999年3月28日至1999年8月21日每週日17:00~18:00）

中視曾翻譯為《霹靂遊龍》，共四季，台視播出第一季就停播，後來在1999年復播第二～第四季，但演員、角色有異動。
- 戰警遊龍（Super Force；1993年12月4日～1994年5月14日）

在不久的近未來，科技越來越發達，犯罪行為也日亦擴大而於某警察局任職的男主角警官石賽克，在得知自己的親哥哥石瀾克被黑幫殺死後原本心灰意冷，過了不久，卻又得到無法證實的情報－他的哥哥還活著而且還正在為黑幫工作，並殺了某位有錢科學家並意圖奪取某項高科技產品，但石賽克在前往該科學家實驗室調查之時，卻發現科學家並沒死，並將自己的記憶和人格轉移到實驗室的超級電腦內，身邊還有一名年輕的黑人助手，在得知石賽克的哥哥本來應該已死，卻又活生生地在為黑幫工作，科學家的意識決定要與石賽克併肩打擊黑幫，於是要黑人助手幫石賽克強化一件原本是要在火星使用的太空衣，讓石賽克能穿上強化後的太空衣打擊黑幫，並且找到有關石瀾克的任何線索，因此石賽克從此就有了兩個身份，一是警察局的警官，而另一則是身穿高科技戰鬥服，騎著改裝後的重機車追殺黑幫的機器戰警。
- 鐵膽英雄（英語：Spenser: For Hire）

首播初期為原音播出，後改配國語。
- 天外雙俠（Voyagers）
- 幽靈戰士（M.A.N.T.I.S.）
- 鐵骨遊龍（Mike Hammer）
- 新百戰天龍（Legend，1997年10月15日～1998年1月21日，每週三晚上10:30~11:30播出）
- 都市遊俠（Robin's Hoods）
- 都市奇俠（The Equalizer）

後翻拍為電影《私刑教育》。
- 特警急先鋒（Tropical Heat，美國播映片名為《Sweating Bullets》）

### 其他原音播映影集
- 朱門恩怨（Dallas，1979年8月17日至1987年2月6日）
- 美國淪亡錄（Amerika）
- 終極警網（Crime Story）
- 千面女郎（Carol & Company）
- 雙面嬌娃（Moonlighting）

布魯斯威利的螢光幕嶄露頭角之作。
- 霹靂夜（Night Heat）

由加拿大所製作的影集，但台視僅播八集即告腰斬。
- 美國警花（Cagney And Lacey）
- 風雲女郎（Murphy Brown）
- 雙面諜（Cover Up）
- 霹靂警探（NYPD Blue）
- 醫門英傑（Chicago Hope）
- 洛城法網（L.A.Law）
- 波城杏話（St. Elsewhere）
- 小城風雲（Picket Fences，1993年11月28日～1995年2月26日）
- 正義的溫柔（Sweet Justice）
- 頂尖高手（Pointman）
- 五號戰星（Babylon 5）
- 孿生娃娃妙爸爸（Something Wilder）
- 三代一家親（Maybe This Time）
- 深海巡弋（seaQuest DSV，1997年4月22日～？）
- 銀河前哨（Star Trek: Deep Space Nine，1997～1998年）
- 新鮮醫族（Medicine Ball，1998年）
- 銀河戰士（Hypernauts）
- 綺情美夢（Judith Krantz's "Secrets"，1994年5月28日～，全32集）
- 甜蜜芳心（My So-Called Life，1999年）
- 反恐任務（24）

台視播出第一季至第五季。
- 歡樂一家親（Frasier）

台視播出第一季與第二季。
- 邁阿密七小龍（Miami 7，2000年）
- 神秘召喚（Tru Calling；2006年3月3日～2006年7月6日）

敘述女主角楚兒‧戴維斯（Tru Davis）在停屍間工作，遇見一些靈異事件的故事。

## 相關連結
- 臺灣電視公司
- 臺灣電視公司節目列表

## 外部連結
| 台灣電視公司 星期六20:00 | 台灣電視公司 星期六20:00                   | 台灣電視公司 星期六20:00 |
| ------------------------ | ------------------------------------------ | ------------------------ |
|                          | 台視影集 （1987年10月24日～1993年3月13日） |                          |
| 未知                     | 龍兄虎弟                                   |                          |